# Miroslav Lajčák

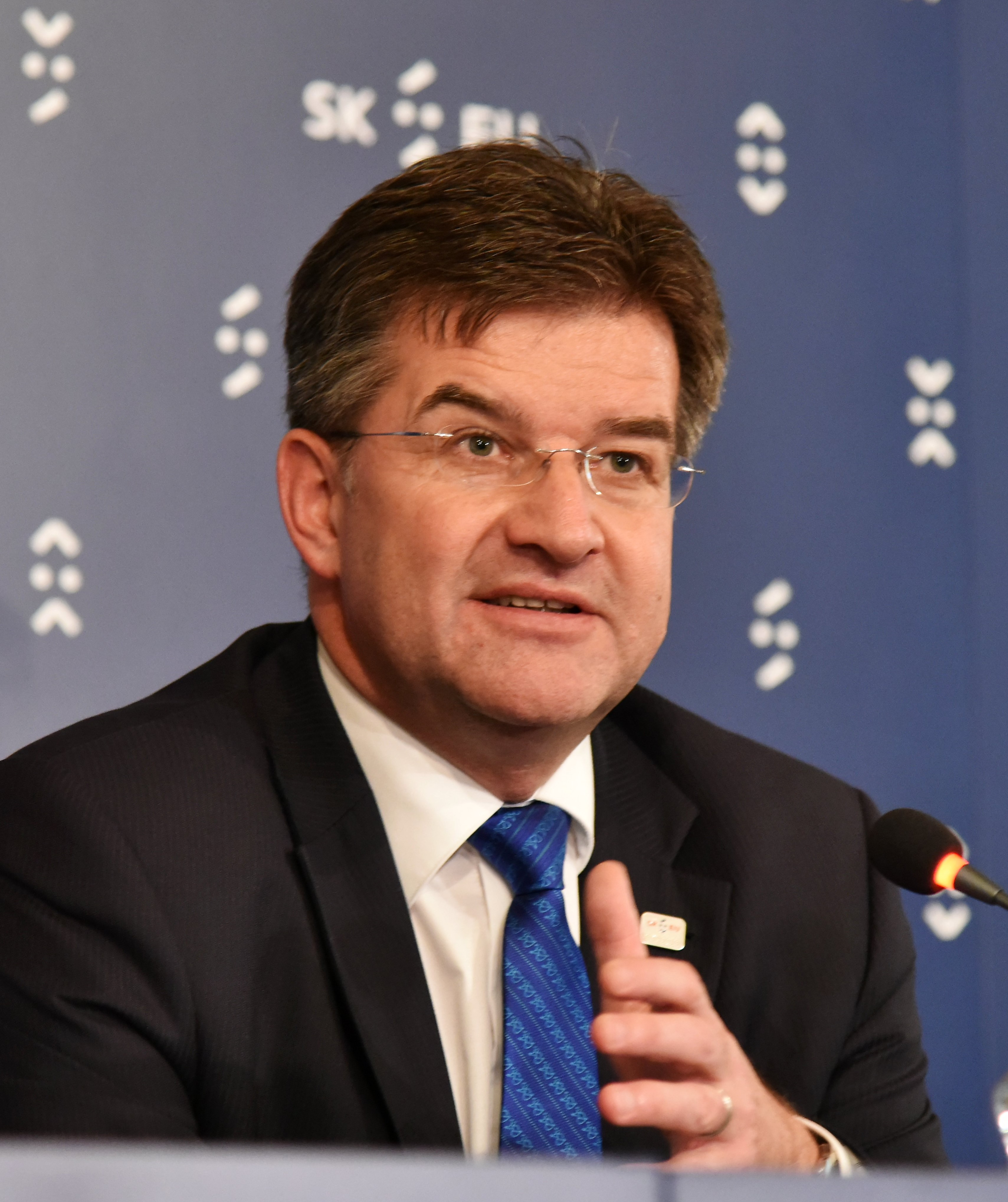
Miroslav Lajčák (2016)

Miroslav Lajčák (* 20. März 1963 in Poprad, Tschechoslowakei) ist ein slowakischer Diplomat und parteiloser Politiker. Ab 4. April 2012 war Lajčák Außenminister und Vizepremier der zweiten und dritten Regierung Fico. Diese Position hatte er bereits 2009 bis 2010 während der ersten Regierung Fico inne. Auch in der Regierung Pellegrini blieb er Außenminister. Seit 2020 ist er Sonderbeauftragter der Europäischen Union für den Dialog zwischen Belgrad und Pristina.

## Leben
Lajčák absolvierte die Comenius-Universität in Bratislava und studierte anschließend am Moskauer Institut für Internationale Beziehungen. Des Weiteren ist er ein Absolvent des George C. Marshall-Europazentrums für Sicherheitsstudien in Garmisch-Partenkirchen.
Ab 1988 arbeitete er als Jurist für das tschechoslowakische Außenministerium, das ihn in diplomatischer Mission nach Moskau entsandte, wo er zwischen 1991 und 1993 für die tschechoslowakische bzw. slowakische Botschaft arbeitete. Danach arbeitete er für einige Monate wieder in der Slowakei, als Chef des Kabinetts von Außenminister Jozef Moravčík, dem späteren Premierminister. Zwischen 1994 und 1998 war Lajčák Botschafter der Slowakei in Japan sowie von 2001 bis 2005 Botschafter in der Bundesrepublik Jugoslawien bzw. Serbien und Montenegro, akkreditiert auch in Mazedonien und Albanien.
Am 30. Juni 2007 löste Miroslav Lajčák nach einer Empfehlung des EU-Außenbeauftragten Javier Solana den deutschen Politiker Christian Schwarz-Schilling im Amt des Hohen Repräsentanten der internationalen Gemeinschaft für Bosnien und Herzegowina und des EU-Sonderbeauftragten für Bosnien und Herzegowina ab. Er trat von diesem Amt aufgrund eines Gesuchs aus Bratislava zurück und wurde anschließend Außenminister seines Landes. In den letzten Monaten seiner Amtszeit als EU-Repräsentant hatte sich Lajčák des Öfteren über die Blockadehaltung der unterschiedlichen Gruppen in Bosnien und Herzegowina beschwert. Vom 26. Januar 2009 bis zum 9. Juli 2010 war er Außenminister der Slowakei und bekleidete dieses Amt wieder ab dem 4. April 2012.
Lajčák bezeichnet sich selber als "Realisten".
2017 wurde er zum 72. Präsidenten der Generalversammlung der Vereinten Nationen gewählt und amtierte bis September 2018. Am 28. November 2018 trat er aus Protest gegen die Ablehnung des UN-Migrationspaktes durch die slowakische Regierung von seinem Amt als Außenminister zurück, am 7. Dezember 2018 widerrief er seine Entscheidung.
Als es im Zuge der Nationalratswahl am 29. Februar 2020 zur Abwahl der Regierung Pellegrini kam, schied auch Lajčák im folgenden Monat aus seinem Amt als Außenminister aus.
Von 2020 bis 2024 war er Sonderbeauftragter der Europäischen Union für den Dialog zwischen Belgrad und Pristina. Im April 2024 wurde Lajčák zum Leiter der Delegation der Europäischen Union für die Schweiz und das Fürstentum Liechtenstein ernannt. Aufgrund „unvorhergesehener Entwicklungen“ trat er das Amt jedoch nicht an, sondern blieb Sonderbeauftragter.
Seit 2019 ist er Mitglied der Transatlantischen Task Force des German Marshall Funds und der Bundeskanzler-Helmut-Schmidt-Stiftung.